# Guerra in montagna

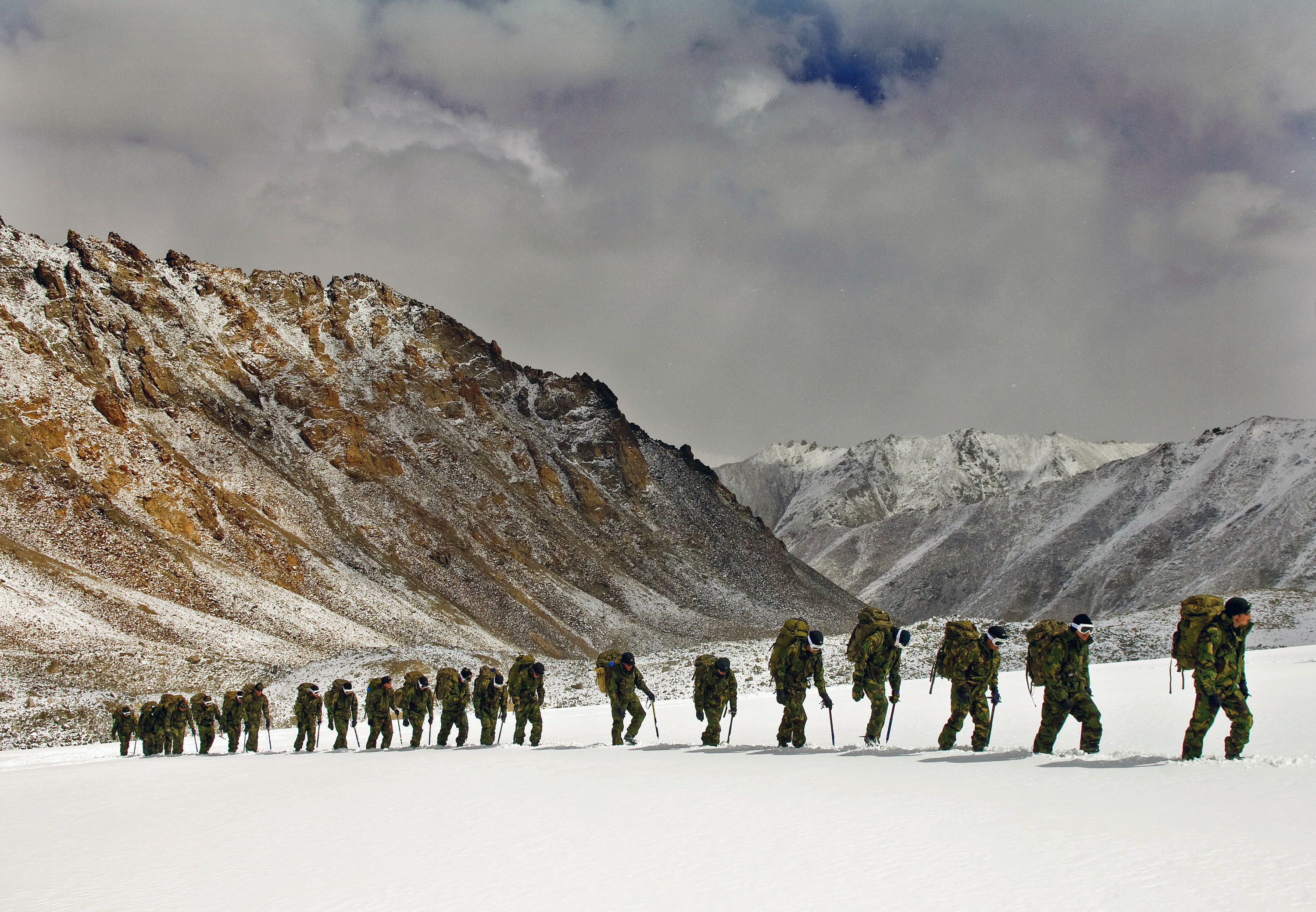
I Royal Marines in addestramento nel 2007 sulle cime dell'Himalaya

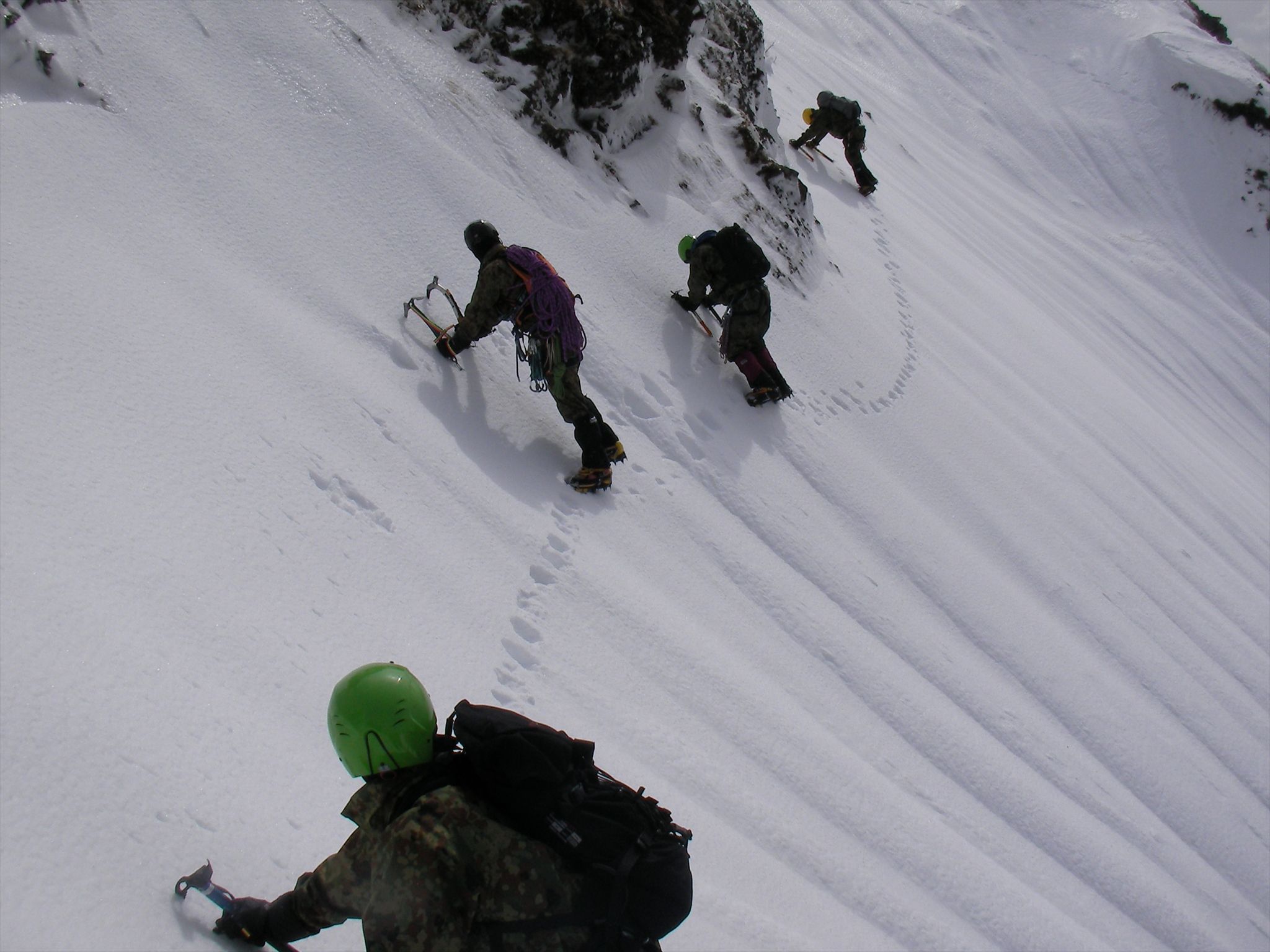
Addestramento dei Ranger, unità speciale forze terrestri auto difesa

La guerra in montagna si riferisce alla guerra effettuata in montagna o su di un terreno simile, anche chiamata guerra alpina. La guerra in montagna è uno dei tipi più pericolosi di combattimento in quanto coinvolge anche le condizioni meteorologiche estreme e il terreno pericoloso.

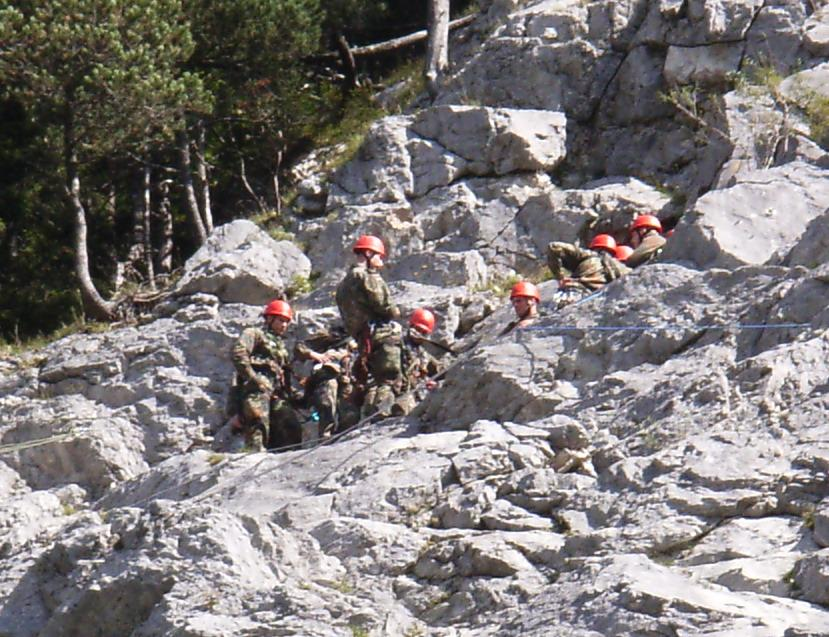
Un'unità di Gebirgsjäger del Heer

L'addestramento per la guerra di montagna è difficile e in molti paesi è di competenza esclusiva delle forze speciali o commando, che come parte del loro mandato dovrebbe avere la capacità di combattere in terreni difficili (ad esempio, i Royal Marines).
Le catene montuose sono di importanza strategica dal momento che spesso gli stati confinano con una frontiera naturale; inoltre possono anche essere il luogo dove si trova una sorgente d'acqua (vedi ad esempio le alture del Golan dove si sono verificate diverse guerre dell'acqua). Attaccare una posizione nemica preparata su di un terreno in montagna richiede un maggior numero di soldati per attaccare rispetto a quelle che difendono; regola totalmente differente da una guerra condotta in pianura. Solitamente tale rapporto che permette di avere una buona possibilità di successo è di 3:1. Nel caso di guerra in terreno montagnoso, il rapporto richiesto è molto più elevato.
Le montagne in qualsiasi periodo dell'anno sono pericolose: eventi meteorologici avversi (fulmini, forti raffiche di vento), frane, valanghe, neve, ghiaccio, freddo estremo, ghiacciai con i loro crepacci, il terreno irregolare in generale e la lentezza dei movimenti delle truppe e del materiale sono tutte aggiuntive problemi da considerare. Oltre a ciò, comporta un enorme sforzo di energia tutti i movimenti, i rinforzi, i medici per l'evacuazione, e i pendii molto ripidi che neppure gli animali da soma riescono a superare.
Molteplici sono gli Stati dotati di truppe da montagna, ovvero: Italia con il corpo degli Alpini, Stati Uniti d'America, Regno Unito con i Royal Marines, Israele, Austria, Germania, Brasile, Bulgaria, Francia, Georgia, India, Romania, Pakistan, Polonia, Spagna, Svezia, Turchia  e altri.

## Storia

### Primi anni

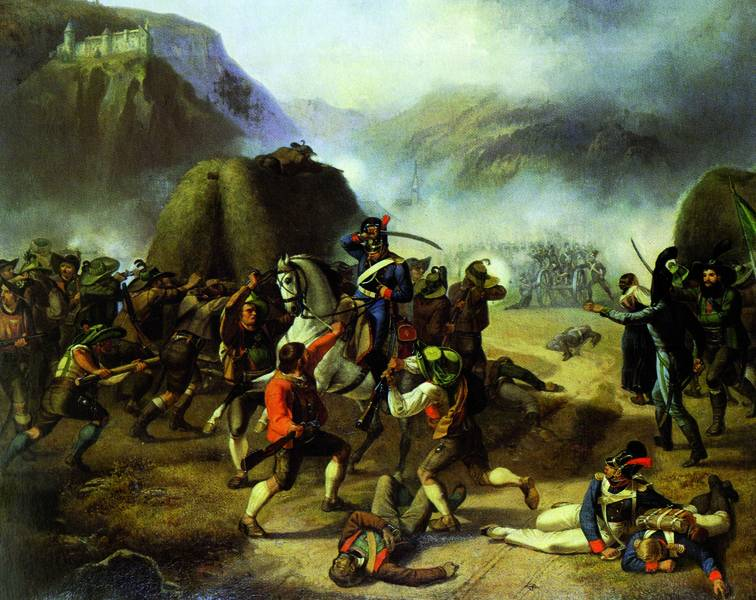
La battaglia di Vipiteno durante l'Insorgenza tirolese del 1809

La definizione "guerra di montagna" si dice sia avvenuta nel Medioevo, dopo che le monarchie europee hanno trovato difficoltà a combattere le armate svizzere nelle Alpi. Questo perché gli svizzeri sono stati in grado di combattere con unità più piccole. Stili simili di attacco e difesa sono stati successivamente utilizzati dai guerriglieri, partigiani e truppe irregolari che si riparavano nelle montagne dopo un attacco, il che rende difficile per un esercito a reagire. Nella campagna italiana di Bonaparte, l'Insorgenza tirolese del 1809 fu una guerra dove le strategie di montagna hanno giocato un ruolo importante.
Altro esempio di guerra di montagna è stata la traversata delle Ande effettuata dall'esercito argentino delle Ande (Ejército de los Andes) comandato dal Gen. José de San Martín nel 1817, dove una divisione è riuscita a sfondare ad un'altezza di circa 5000 metri.

### Prima guerra mondiale

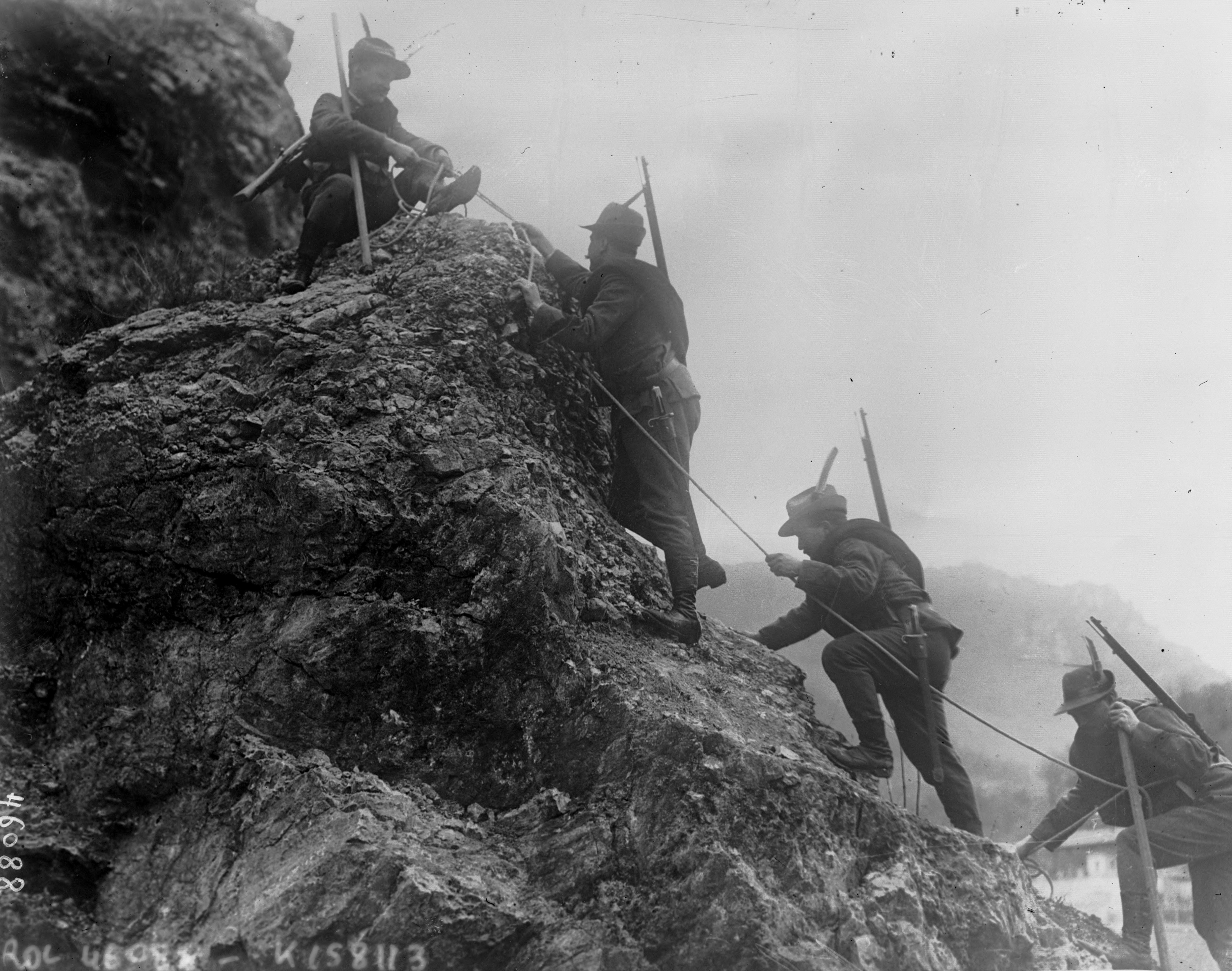
Un'unità degli Alpini italiani impegnati in una scalata nel 1915

L'importanza della guerra di montagna venne alla ribalta durante la prima guerra mondiale, quando alcune delle nazioni coinvolte nella guerra avevano divisioni speciali che fino a quel momento non erano ancora state sperimentate. La difesa dell'Impero austro-ungarico, già posizionate in partenza sulle vette alpine, respinse le truppe italiane mentre prendevano posizione nel terreno montuoso delle Alpi Giulie e delle Dolomiti, dove si registrarono più morti per il congelamento e per le valanghe che per i proiettili. Durante l'estate del 1918, la Battaglia del San Matteo è rinomata come la battaglia combattuta alla quota più alta di qualsiasi guerra, fino al conflitto del Siachen.
Nel dicembre 1914, il Caucaso fu teatro dello scontro tra i turchi ottomani di Enver Pasha con oltre 95.000-190.000 effettivi contro le truppe russe che già presidiavano le cime. Pasha, insistendo su un attacco frontale contro le posizioni russe in montagna in pieno inverno, perse oltre l'86% delle sue forze.

### Seconda guerra mondiale

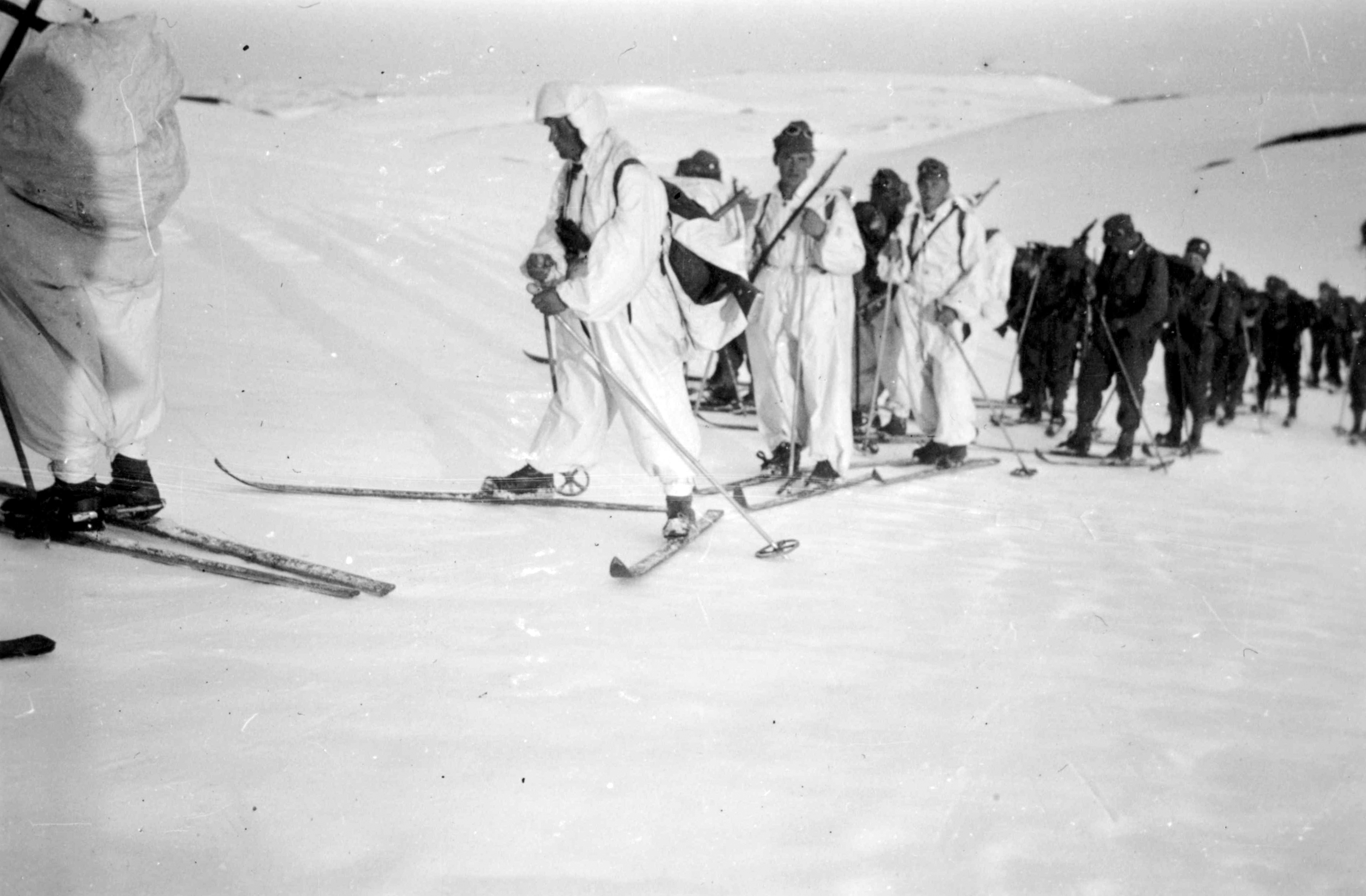
Un'unità di Gebirgsjäger in marcia nel maggio 1940

Anche durante la seconda guerra mondiale vi furono scontri in montagna.
Ad esempio, una era l'operazione Rentier ("renna"), era un'operazione tedesca destinata a garantire le miniere di nichel intorno Petsamo in Finlandia, contro un attacco sovietico in caso di una rinnovata guerra tra la Finlandia e l'Unione Sovietica.
Un secondo esempio è l'operazione Gauntlet ("guanto d'arme") era il nome in codice di un'incursione inglese compiuta dal 25 agosto al 3 settembre 1941, nella Norvegia occupata dai tedeschi, nell'abito delle operazioni del teatro dell'Artico.
In generale, l'avanzata degli anglo-americani durante la campagna d'Italia avvenne tra i rilievi appenninici della penisola, rendendola così una guerra in montagna.

### Altri conflitti
La guerra di montagna non si ha solamente nelle due guerre mondiali ma anche in tempi più recenti. Alcuni esempi sono il Conflitto del Kashmir, la Guerra delle Falkland, la Guerra in Afghanistan e il Conflitto del Siachen, la guerra "più alta" della storia.